# MHz Worldview
MHz WorldView é um canal não-comercial estadunidense jornalístico.
- http://www.mhzworldview.org